# Rossella Fiamingo
Rossella Fiamingo (Catania, 1991. július 14. –) olimpiai bajnok, kétszeres világbajnok olasz párbajtőrvívó.

## Sportpályafutása
Rossella Fiamingo 1991-ben született Cataniában, Szicília szigetén. Fiatalon a balettel és a ritmikus gimnasztikával ismerkedett, hétévesen kezdte a vívást. Juniorként Európa- és világbajnoki győzelmet is szerzett, felnőttként két egyéni világbajnoki címe van.
2014-ben a Kazanyban rendezett világbajnokságon aranyérmet szerzett az egyéni számban, a döntőben a német Britta Heidemannt győzte le. A 2015-ös moszkvai ismét aranyérmes lett egyéniben, miután a svéd Emma Samuelson elleni mérkőzésen sikerült nyernie. A 2016. évi nyári olimpiai játékokon az egyéni versenyszám döntőjében a magyar Szász Emesével vívott, akivel szemben 13–15-ös eredménnyel alulmaradt, így ezüstérmet szerzett.

## Magánélet
Kedvese Luca Dotto olasz úszó, aki a riói olimpián 100 és 50 méteres gyorsúszásban állt rajthoz, előbbi számban olasz csúcstartó.
Rossella Fiamingo zeneművészeti egyetemet végzett, jelenleg dietetikusnak tanul, emellett pedig nagyon csinos is, és ezt szereti megmutatni, gyakran vesz részt amatőr fotózáson.